# Panamerikanische Spiele 2019/Taekwondo
Bei den Panamerikanischen Spielen 2019 in Lima fanden vom 26. bis 29. Juli 2019 im Taekwondo zwölf Wettbewerbe statt. Austragungsort war das Polideportivo Callao.
Für die Wettbewerbe hatten sich insgesamt 26 Nationen qualifiziert, in denen 140 Athleten an den Start gingen.

## Wettbewerbe und Zeitplan
Insgesamt zwölf Wettbewerbe wurden im Rahmen der Spiele im Taekwondo ausgetragen. Dazu zählten je vier Wettbewerbe bei den Männern und Frauen im Kyorugi sowie vier Konkurrenzen im Pumsae. In dieser Kategorie wurden je ein Einzelwettkampf für Männer und Frauen sowie Mixedkonkurrenzen für Paare und Mannschaften ausgetragen.

## Ergebnisse

### Kyorugi

#### Männer

##### Fliegengewicht (bis 58 kg)
| Platz | Land               | Athlet             |
| ----- | ------------------ | ------------------ |
| 1     | Argentinien        | Lucas Guzmán       |
| 2     | Mexiko             | Brandon Plaza      |
| 3     | Vereinigte Staaten | David Kim          |
| 3     | Brasilien          | Paulo Ricardo Melo |

##### Federgewicht (bis 68 kg)
| Platz | Land                    | Athlet          |
| ----- | ----------------------- | --------------- |
| 1     | Brasilien               | Edival Pontes   |
| 2     | Dominikanische Republik | Bernardo Pié    |
| 3     | Kanada                  | Hervan Nkogho   |
| 3     | Chile                   | Ignacio Morales |

##### Weltergewicht (bis 80 kg)
| Platz | Land                    | Athlet              |
| ----- | ----------------------- | ------------------- |
| 1     | Kolumbien               | Miguel Trejos       |
| 2     | Brasilien               | Ícaro Miguel Soares |
| 3     | Kuba                    | José Cobas          |
| 3     | Dominikanische Republik | Moisés Hernández    |

##### Schwergewicht (über 80 kg)
| Platz | Land               | Athlet            |
| ----- | ------------------ | ----------------- |
| 1     | Vereinigte Staaten | Jonathan Healy    |
| 2     | Kuba               | Rafael Alba       |
| 3     | Mexiko             | Carlos Sansores   |
| 3     | Brasilien          | Maicon de Andrade |

#### Frauen

##### Fliegengewicht (bis 49 kg)
| Platz | Land               | Athletin          |
| ----- | ------------------ | ----------------- |
| 1     | Mexiko             | Daniela Souza     |
| 2     | Brasilien          | Talisca Reis      |
| 3     | Vereinigte Staaten | Monique Rodriguez |
| 3     | Kolumbien          | Andrea Ramírez    |

##### Federgewicht (bis 57 kg)
| Platz | Land               | Athletin           |
| ----- | ------------------ | ------------------ |
| 1     | Vereinigte Staaten | Anastasija Zolotic |
| 2     | Kanada             | Skylar Park        |
| 3     | Costa Rica         | Nishy Lee Lindo    |
| 3     | Chile              | Fernanda Aguirre   |

##### Weltergewicht (bis 67 kg)
| Platz | Land               | Athletin        |
| ----- | ------------------ | --------------- |
| 1     | Brasilien          | Milena Titoneli |
| 2     | Vereinigte Staaten | Paige McPherson |
| 3     | Kolumbien          | Katherine Dumar |
| 3     | Kuba               | Arlettys Acosta |

##### Schwergewicht (über 67 kg)
| Platz | Land               | Athletin              |
| ----- | ------------------ | --------------------- |
| 1     | Mexiko             | Briseida Acosta       |
| 2     | Kolumbien          | Gloria Mosquera       |
| 3     | Vereinigte Staaten | Madelynn Gorman-Shore |
| 3     | Brasilien          | Raiany Fidelis        |

### Pumsae

#### Männer
| Platz | Land               | Athlet                |
| ----- | ------------------ | --------------------- |
| 1     | Vereinigte Staaten | Alex Lee              |
| 2     | Peru               | Hugo Del Castillo     |
| 3     | Mexiko             | Marco Arroyo          |
| 3     | Kanada             | Abbas Assadian junior |

#### Frauen
| Platz | Land               | Athletin          |
| ----- | ------------------ | ----------------- |
| 1     | Mexiko             | Paula Fregoso     |
| 2     | Peru               | Marcella Castillo |
| 3     | Vereinigte Staaten | Karyn Real        |
| 3     | Ecuador            | Claudia Cárdenas  |

#### Paare
| Platz | Land   | Athleten                   |
| ----- | ------ | -------------------------- |
| 1     | Mexiko | Leonardo Juárez Ana Ibáñez |
| 2     | Kanada | Jinsu Ha Michelle Lee      |
| 3     | Peru   | Renzo Saux Ariana Vera     |

#### Mannschaft
| Platz | Land               | Athleten                                                         |
| ----- | ------------------ | ---------------------------------------------------------------- |
| 1     | Vereinigte Staaten | Ethan Sun Sae-Jin Yi Karyn Real Andrew Lee Alex Lee              |
| 2     | Kanada             | Mark Bush AJ Assadian Jinsu Ha Valerie Ho Michelle Lee           |
| 3     | Puerto Rico        | Miguel Rivera Luis Colón Bryan Ribera Fabiola Ruiz Arelis Medina |

## Medaillenspiegel
| Platz  | Land                    | Gold | Silber | Bronze | Gesamt |
| ------ | ----------------------- | ---- | ------ | ------ | ------ |
| 01     | Vereinigte Staaten      | 4    | 1      | 4      | 9      |
| 02     | Mexiko                  | 4    | 1      | 2      | 7      |
| 03     | Brasilien               | 2    | 2      | 3      | 7      |
| 04     | Kolumbien               | 1    | 1      | 2      | 4      |
| 05     | Argentinien             | 1    | —      | —      | 1      |
| 06     | Kanada                  | —    | 3      | 2      | 5      |
| 07     | Peru                    | —    | 2      | 1      | 3      |
| 08     | Kuba                    | —    | 1      | 2      | 3      |
| 09     | Dominikanische Republik | —    | 1      | 1      | 2      |
| 10     | Chile                   | —    | —      | 2      | 2      |
| 11     | Costa Rica              | —    | —      | 1      | 1      |
| 11     | Ecuador                 | —    | —      | 1      | 1      |
| 11     | Puerto Rico             | —    | —      | 1      | 1      |
| Gesamt | Gesamt                  | 12   | 12     | 22     | 46     |